# Behren-lès-Forbach
 Behren-lès-Forbach  es una población y comuna francesa, en la región de Lorena, departamento de Mosela, en el distrito de Forbach y cantón de Behren-lès-Forbach.

## Demografía
| 10 486 | 12 512 | 12 015 | 11 152 | 10 291 | 10 073 |
| Para los censos de 1962 a 1999 la población legal corresponde a la población sin duplicidades (Fuente: INSEE [Consultar]) |        |        |        |        |        |